# Songmuping (köpinghuvudort i Kina, Hubei Sheng, lat 30,13, long 111,48)
Songmuping är en köpinghuvudort i Kina. Den ligger i provinsen Hubei, i den centrala delen av landet, omkring 270 kilometer väster om provinshuvudstaden Wuhan. Antalet invånare är 28 553. Befolkningen består av 13 989 kvinnor och 14 564 män. Barn under 15 år utgör 9,0 %, vuxna 15-64 år 78 %, och äldre över 65 år 11,0 %.
Runt Songmuping är det tätbefolkat, med 383 invånare per kvadratkilometer. Närmaste större samhälle är Zhicheng, 18,2 km norr om Songmuping. I omgivningarna runt Songmuping växer huvudsakligen savannskog.
Genomsnittlig årsnederbörd är 1 313 millimeter. Den regnigaste månaden är maj, med i genomsnitt 197 mm nederbörd, och den torraste är december, med 17 mm nederbörd.